# Samoobrona Odrodzenie
Samoobrona Odrodzenie – polska partia polityczna założona przez byłych działaczy Samoobrony RP, funkcjonująca w latach 2007–2008 i 2012–2019.

## Historia
Partia powstała w lipcu 2007 z połączenia partii Samoobrona Ruch Społeczny i kilku innych marginalnych ugrupowań, utworzonych przez rozłamowców z Samoobrony RP.
Liderami partii byli m.in.: senator V kadencji Henryk Dzido, poseł V kadencji Alfred Budner (jedyny jej parlamentarzysta) oraz posłowie IV kadencji – Marian Curyło, Waldemar Borczyk i Zbigniew Witaszek. 
W wyborach parlamentarnych w 2007 Alfred Budner oraz Sławomir Izdebski wystartowali do Sejmu z listy Prawa i Sprawiedliwości, jednak nie uzyskali oni mandatu posła. Alfred Budner w okręgu wyborczym Konin uzyskał 6736 głosów, a Sławomir Izdebski w okręgu wyborczym Siedlce uzyskał 3838 głosów. 
Jesienią 2007 większość działaczy Samoobrony Odrodzenie wstąpiło do innych ugrupowań – m.in. Partii Regionów, PSL oraz PiS. 2 września 2008 została wykreślona z rejestru partii politycznych.
Po nieudanej próbie przejęcia Samoobrony po śmierci Andrzeja Leppera w 2011 Henryk Dzido podjął decyzję o wznowieniu działalności Samoobrony Odrodzenie. Wniosek o rejestrację partii został złożony w 2012, a w wyniku postanowienia sądowego z 10 stycznia 2013 partia ponownie znalazła się w ewidencji. W 2014 podjęła współpracę m.in. ze Stronnictwem Polska Racja Stanu. Nie udało jej się wówczas porozumieć w sprawie wspólnego startu w wyborach samorządowych z Organizacją Narodu Polskiego – Ligą Polską. SO wystawiła po jednej liście wyborczej do sejmików mazowieckiego i podkarpackiego.
W II turze wyborów prezydenckich w 2015 SO poparła Andrzeja Dudę z PiS (przeciw urzędującemu prezydentowi Bronisławowi Komorowskiemu). W wyborach parlamentarnych w tym samym roku partia nie wystartowała.
Z SO ponownie związał się Sławomir Izdebski (jako szef Ogólnopolskiego Porozumienia Związków Zawodowych Rolników i Organizacji Rolniczych oraz Ruchu Społecznego Rzeczypospolitej Polskiej).
W sierpniu 2018 partia nawiązała współpracę z Samoobroną. 7 października tego samego roku zmarł przewodniczący ugrupowania Henryk Dzido. W przeprowadzonych dwa tygodnie później wyborach samorządowych, ani w wyborach parlamentarnych w 2019 SO nie wystartowała. Ponadto nie złożyła sprawozdania finansowego za 2018 rok, w związku z czym 18 listopada 2019 sąd ponownie wyrejestrował partię.
8 maja 2025 inne środowisko polityczne po raz kolejny zarejestrowało Samoobronę Odrodzenie (odwołującą się do Andrzeja Leppera).